# Harder Than the Rest
Harder Than the Rest – album kompilacyjny zawierający utwory nagrane przez artystów z nurtu digital hardcore, wydany w listopadzie 1995 roku przez Digital Hardcore Recordings. Jest to jeden z pierwszych albumów wydanych przez tę wytwórnię.

## Lista utworów
1. "Signe Says" (Killout Trash) - 3:17
2. "Deutschland (Has Gotta Die!)" (Atari Teenage Riot) - 2:59
3. "We Need a Change!" (ec8or) - 4:26
4. "Suicide" (Alec Empire) - 4:53
5. "Sweat" (Shizuo) - 4:10
6. "Turntable Terrorist" (Blood from Moss Side Remix) (Sonic Subjunkies) - 5:27
7. "Nizza" (Hanin) - 5:33
8. "Deaf, Dumb & Blind" (DJ Bleed) - 5:05
9. "Straight Outta Berlin" (Killout Trash) - 3:48
10. "Into the Death" (Atari Teenage Riot) - 3:15
11. "Discriminate (Against) the Next Fashion Sucker You Meet - It's a Raver!!!!!!!!" (ec8or) - 4:07
12. "Central Industrial" (Sonic Subjunkies) - 4:39
13. "Destroyer (Pt.2)" (Alec Empire) - 4:56
14. "Smash Him to Ground" (ec8or + Moonraker) - 5:02
15. "Anarchy" (Shizuo) - 3:22
16. "Seventh Rest" (Christoph de Babalon) - 5:20